# David Weber
David Mark Weber (ur. 24 października 1952 w Cleveland, Ohio) – amerykański pisarz fantastyki naukowej i fantasy.
Światy przedstawione w jego książkach są spójne, z racjonalnie wytłumaczoną technologią i społeczeństwem. Nawet poruszając się w konwencji fantasy, przedstawia magię jako rodzaj technologii, podlegający ściśle określonym zasadom.
Duża część twórczości Webera obraca się wokół tematyki wojskowej, szczególnie marynarki wojennej, co pozwala na zakwalifikowanie go do gatunków literackich określanych jako militarna fantastyka naukowa oraz space opera. Weber zakłada, że w przyszłości będzie istniało pełne równouprawnienie w siłach zbrojnych. Często wybiera kobiety jako główne bohaterki powieści, umieszczając je na stanowiskach tradycyjnie zarezerwowanych dla mężczyzn. Weber przenosi do swoich powieści wzorce organizacyjne (struktury, stopnie, nazwy formacji) dzisiejszych formacji wojskowych, zwłaszcza amerykańskich.
Najbardziej znaną bohaterką wykreowaną przez Davida Webera jest Honor Harrington. Tej postaci i zamieszkiwanemu przez nią światu (przez fanów nazywanemu Honorverse) poświęcił dotąd kilkanaście powieści i kilka antologii.

## Życiorys
Absolwent historii Appalachian State University w Karolinie Północnej, po studiach w 1985 lub 1986 r. przejął od matki rodzinną, małą agencję reklamową. Pełni funkcję pastora metodystów.

## Elektroniczne wydania
Wiele książek Webera jest dostępna online lub w całości jako część Baen Free Library albo, w przypadku nowszych pozycji, w formie próbek (zwykle pierwsze 25 lub 33% książki). Wydawca Webera, Baen Books, jest pionierem w sprzedaży książek przez kanały elektroniczne. Wszystkie wymienione poniżej pozycje mogą zostać pobrane ze strony wydawnictwa (część za opłatą).
Pierwsze wydanie „Wojny Honor” zawierało płytę kompaktową „Świat Honor”, gdzie poza innymi materiałami znalazły się elektroniczne kopie wszystkich części serii.

### SeriaHonor Harrington
Zobacz też: Honorverse
- Placówka Basilisk (On Basilisk Station, 1993) (polskie wydanie: Rebis, 2000, ISBN 83-7120-811-1)
- Honor królowej (The Honor of the Queen, 1993) (polskie wydanie: Rebis, 2000, ISBN 83-7120-812-X)
- Krótka, zwycięska wojenka (The Short Victorious War, 1994) (polskie wydanie: Rebis, 2001, ISBN 83-7120-813-8)
- Kwestia honoru (Field of Dishonor, 1994) (polskie wydanie: Rebis, 2001, ISBN 83-7301-093-9)
- Honor na wygnaniu (Flag in Exile, 1995) (polskie wydanie: Rebis, 2002, ISBN 83-7301-162-5)
- Honor wśród wrogów (Honor Among Enemies, 1996) (polskie wydanie: Rebis, 2002, ISBN 83-7301-227-3)
- W rękach wroga (In Enemy Hands, 1997) (polskie wydanie: Rebis, 2003, ISBN 83-7301-229-X)
- Honor ponad wszystko (Echoes of Honor, 1998) (polskie wydanie: Rebis, 2003, ISBN 83-7301-389-X)
- Popioły Zwycięstwa (Ashes of Victory, 2000) (polskie wydanie: Rebis, 2004, ISBN 83-7301-522-1)
- Wojna Honor, część I (War of Honor, 2002) (polskie wydanie: Rebis, 2005, ISBN 83-7301-622-8)
- Wojna Honor, część II (War of Honor, 2002) (polskie wydanie: Rebis, 2005, ISBN 83-7301-809-3)
- Za wszelką cenę, część I (At All Costs, 2005) (polskie wydanie: Rebis, 2008, ISBN 978-83-7510-262-8)
- Za wszelką cenę, część II (At all costs, 2005) (polskie wydanie: Rebis, 2008, ISBN 978-83-7510-333-5)
- Misja Honor (Mission of Honor, 2010) (polskie wydanie: Rebis, 2011, ISBN 978-83-7510-626-8)
- Zwiastuny burzy (A Rising Thunder, 2012) (polskie wydanie: Rebis, 2013, ISBN 978-83-7510-997-9)
- Nieprzejednana Honor (Uncompromising Honor, 2018) (polskie wydanie: Rebis, 2019, ISBN 978-83-8062-528-0)

#### Zbiory opowiadańWorlds of Honor
Zbiory opowiadań dotyczących Honorverse, pod redakcją Davida Webera.
- Więcej niż Honor (More than Honor: Worlds of Honor I, 1997) (polskie wydanie: Rebis, 2002, ISBN 83-7301-230-3)
  - Piękna przyjaźń (A Beautiful Friendship) – Weber David
  - Udana wycieczka (A Grand Tour) – Drake David
  - Małe wsparcie ogniowe (A Whiff Of Grapeshot) – Stirling S.M.
  - Wszechświat Honor Harrington (The Universe Of Honor Harrington) – Weber David

- Światy Honor (Worlds of Honor: Worlds of Honor II, 1998) (polskie wydanie: Rebis, 2006, ISBN 83-7301-851-4)
  - Przybłęda (The Stray) – Evans Linda
  - Cena marzeń (What Price Dreams?) – Weber David
  - Gambit królowej (Queen’s Gambit) – Lindskold Jane
  - Trudna droga do domu (The Hard Way Home) – Weber David
  - Rajd (Deck Load Strike) – Green Roland J.

- Nie tylko Honor (Changer of Worlds: Worlds of Honor III, 2001) (polskie wydanie: Rebis, 2004, ISBN 83-7301-455-1)
  - Pani midszypmen Harrington (Ms. Midshipwoman Harrington) – Weber David
  - Zmieniająca światy (Changer of Worlds) – Weber David
  - Byle do zmroku (Nightfall) – Weber David
  - Góral (From The Highlands) – Flint Eric

- W służbie Miecza (The Service of the Sword: Worlds of Honor IV, 2003) (polskie wydanie: Rebis, 2005, ISBN 83-7301-521-3)
  - Ziemia obiecana (Promised Land) – Lindskold Jane
  - Za jednym zamachem (With One Stone) – Zahn Timothy
  - Okręt zwany Francis (A Ship Called Francis) – Ringo John, Mitchell Victor
  - Urlop (Let’s Go to Prague) – Ringo John
  - Fanatyk (Fanatic) – Flint Eric
  - W służbie miecza (The Service Of The Sword) – Weber David

- Zrodzone w boju (In Fire Forged: Worlds of Honor V, 2011) (polskie wydanie Rebis, 2012, ISBN 978-83-7510-940-5)
  - Ruth (Ruthless) – Lindskold Jane
  - Akt wojny (An Act of War) – Zahn Timothy
  - Zatańczymy? (Let’s Dance) – Weber David
  - Wprowadzenie do zasad projektowania pancerzy nowoczesnych okrętów (An Introduction to Modern Starship Armor Design)
  - Dodatek: Pocisk kontra pancerz (Appendix: Armor Design Figures)

- Początki (Beginnings, 2013) (polskie wydanie: Rebis, 2015, ISBN 978-83-7818-672-4)
  - Zgodnie z zasadami (By The Book) – Gannon Charles E.
  - Do broni (A Call To Arms) – Zahn Timothy
  - Piękna i bestia (Beauty and the Beast) – Weber David
  - Idealny plan (The Best Laid Plans) – Weber David
  - Obowiązkowa służba wojskowa (Obligated Service) – Presby Joelle

#### Powieści związane z serią Honor Harrington
- związane z niewolnictwem genetycznym (współpraca z Erikiem Flintem) – seria Królowa niewolników
  - Królowa niewolników (Crown of Slaves, 2003) (polskie wydanie: Rebis, 2005, ISBN 83-7301-620-1)
  - Bitwa o Torch (Torch of Freedom, 2009) (polskie wydanie: Rebis, 2010, ISBN 978-83-7510-571-1)
  - Kocioł duchów (Cauldron of Ghosts, 2014) (polskie wydanie: Rebis, 2015, ISBN 978-83-7818-726-4)

- związane z wydarzeniami w Gromadzie Talbott – seria Saganami
  - Cień Saganami (The Shadow of Saganami, 2004) (polskie wydanie: Rebis, 2007, ISBN 978-83-7301-850-1)
  - Zarzewie wojny (Storm from the Shadows, 2009) (polskie wydanie: Rebis, 2009, ISBN 978-83-7510-416-5)
  - Cień wolności (Shadow of Freedom, 2013) (polskie wydanie: Rebis, 2014, ISBN 978-83-7818-530-7)
  - Cień zwycięstwa, (Shadow of Victory, 2016) (polskie wydanie: Rebis, 2017 ISBN 978-83-8062-263-0)

- związane z treecatami (oznaczane jako seria dla młodzieży) – seria Królestwo Manticore
  - Piękna przyjaźń (A Beautiful Friendship, 2011) (polskie wydanie: Rebis, 2012, ISBN 978-83-7510-918-4) – rozwinięcie opowiadania „Piękna przyjaźń” ze zbioru „Więcej niż Honor”
  - Czas ognia (Fire Season, 2012) (polskie wydanie: Rebis, 2013, ISBN 978-83-7818-421-8)
  - Wojny treecatów (The Treecat Wars, 2013) (polskie wydanie: Rebis, 2014, ISBN 978-83-7818-468-3)

- związane z początkami Królestwa – seria Kroniki Manticore (współpraca z innymi autorami)
  - David Weber, Timothy Zahn Wezwanie do broni (A Call to Duty) (polskie wydanie: Rebis, 2016, ISBN 978-83-7818-849-0)
  - David Weber, Timothy Zahn, Thomas Pope Wezwanie do walki (A Call to Arms) (polskie wydanie: Rebis, 2016, ISBN 978-83-8062-047-6) – rozwinięcie opowiadania "Do broni" ze zbioru "Początki"
  - David Weber, Timothy Zahn, Thomas Pope Wezwanie do zemsty (A Call to Vengeance) (polskie wydanie: Rebis, 2018,  ISBN 978-83-8062-440-5)

#### Dodatki do serii Honor Harrington
- David Weber, Ken Burnside, Thomas Pope Jayne's Rocznik 1905 P.D. Royal Manticoran Navy (Jayne's Intelligence Review 1905 PD The Royal Manticoran Navy, 2007) (polskie wydanie: Rebis, 2008, ISBN 978-83-7510-186-7)
- David Weber, Ken Burnside, Thomas Pope Jayne's Rocznik 1905 P.D. Ludowa Marynarka (Jayne's Intelligence Review 1905 PD The Havenite Republican Navy, 2007) (polskie wydanie: Rebis, 2008, ISBN 978-83-7510-187-4)

#### Chronologia cyklu Honor Harrington
| Wątek główny              | Rok PD (po diasporze) | Wątki poboczne (uzupełniające)                       |
| ------------------------- | --------------------- | ---------------------------------------------------- |
|                           | 250                   | By The Book (Zbiór „Beginnings”)                     |
|                           | 1518                  | Piękna przyjaźń (Zbiór „Więcej niż Honor”)           |
|                           | 1520                  | Przybłęda (Zbiór „Światy Honor”)                     |
|                           | 1529                  | Wezwanie do broni                                    |
|                           | 1540                  | Do broni (Zbiór „Beginnings”)                        |
|                           | 1543                  | Wezwanie do zemsty                                   |
|                           | 1652                  | Cena marzeń (Zbiór „Światy Honor”)                   |
|                           | –                     | Beauty and the Beast (Zbiór „Beginnings”)            |
|                           | 1870–1871             | The Best Laid Plans (Zbiór „Beginnings”)             |
|                           | 1880                  | Pani midszypmen Harrington (Zbiór „Nie tylko Honor”) |
|                           | 1883                  | Gambit królowej (Zbiór „Światy Honor”)               |
|                           | 1890                  | Trudna droga do domu (Zbiór „Światy Honor”)          |
|                           | 1892                  | Ziemia obiecana (Zbiór „W służbie Miecza”)           |
|                           | 1895                  | Ruth (Zbiór „Zrodzone w boju”)                       |
|                           | 1899                  | Zatańczymy? (Zbiór „Zrodzone w boju”)                |
| Placówka Basilisk         | 1900                  |                                                      |
|                           | 1901                  | Za jednym zamachem (Zbiór „W służbie Miecza”)        |
| Honor królowej            | 1903                  |                                                      |
| Krótka, zwycięska wojenka | 1904                  |                                                      |
|                           | 1905                  | Udana wycieczka (Zbiór „Więcej niż Honor”)           |
| Kwestia honoru            | IV 1905               |                                                      |
| Honor na wygnaniu         | 1906                  |                                                      |
|                           | 1906                  | Rajd (Zbiór „Światy Honor”)                          |
|                           | 1907                  | Okręt zwany Francis (Zbiór „W służbie Miecza”)       |
| Honor wśród wrogów        | IX 1908               |                                                      |
|                           | VII 1911              | Małe wsparcie ogniowe (Zbiór „Więcej niż Honor”)     |
|                           | VII 1911              | Zmieniająca światy (Zbiór „Nie tylko Honor”)         |
| W rękach wroga            | VIII 1911             |                                                      |
| Honor ponad wszystko      | 1912                  |                                                      |
|                           | 1913                  | Akt wojny (Zbiór „Zrodzone w boju”)                  |
|                           | 1913                  | Urlop (Zbiór „W służbie Miecza”)                     |
|                           | 1913                  | Góral (Zbiór „Nie tylko Honor”)                      |
| Popioły Zwycięstwa        | 1913                  |                                                      |
|                           | XII 1914              | Byle do zmroku (Zbiór „Nie tylko Honor”)             |
|                           | V 1915                | Fanatyk (Zbiór „W służbie Miecza”)                   |
| Wojna Honor               | 1918                  |                                                      |
|                           | VI 1918               | W służbie miecza (Zbiór „W służbie Miecza”)          |
|                           | VII 1919              | Królowa niewolników                                  |
|                           | XI 1919               | Bitwa o Torch (*)                                    |
|                           | VI 1920               | Cień Saganami                                        |
| Za wszelką cenę           | VI 1920               |                                                      |
|                           | XII 1920              | Zarzewie wojny                                       |
|                           | II 1921               | Cień zwycięstwa (**)                                 |
| Misja Honor               | XII 1921              |                                                      |
|                           | 1922                  | Obligated Service (Zbiór „Beginnings”)               |
| Zwiastuny burzy           | III-VIII 1922         |                                                      |
|                           | II-VIII 1922          | Cień wolności                                        |
|                           | V–X 1922              | Kocioł duchów                                        |
| Nieprzejednana Honor      | VII 1922 – III 1923   |                                                      |

(*) – Książka podzielona na kilka części (przedziałów czasowych, obejmujących lata XI 1919 do IV 1922 PD) opisujących wydarzenia równoległe do historii przedstawionych w tomach: „Cień Saganami”, „Za wszelką cenę”, „Zarzewie wojny” i „Misja Honor”.
(**) – Książka podzielona na kilka części (przedziałów czasowych, obejmujących lata II 1921 do X 1922 PD) opisujących wydarzenia równoległe do historii przedstawionych w tomach: "Misja Honor", "Zwiastuny burzy", "Cień wolności" i "Kocioł duchów"

### SeriaDahak
- Księżyc buntowników. Trylogia Dahak – tom 1 (Mutineers' Moon, 1991) (polskie wydanie: ISA, 2006, ISBN 83-7301-620-1)
- Dziedzictwo Zniszczenia. Trylogia Dahak – tom 2 (The Armageddon Inheritance) (polskie wydanie: ISA, 2007, ISBN 978-83-7418-151-8)
- Spadkobiercy cesarstwa. Trylogia Dahak – tom 3 (Heirs of Empire) (polskie wydanie: ISA, 2007, ISBN 978-83-7418-168-6)
- Empire From the Ashes (2003) – łączne wydanie Mutineers' Moon, The Armageddon Inheritance i Heirs of Empire.

### SeriaPrzygody Bahzella Bahnaksona (War God)
- Przysięga Mieczy (Oath of Swords, 1995) (polskie wydanie: ISA, 2001, ISBN 83-88916-16-5)
- Zaprzysiężony Bogu Wojny (The War God’s Own, 1998) (polskie wydanie: ISA, 2002, ISBN 83-88916-20-3)
- Przysięga Wietrznego Jeźdźca (Wind Rider's Oath, 2004) (polskie wydanie: ISA, 2005, ISBN 83-7418-072-2)
- Wybór Wojowniczki (War Maid's Choice, 2012) (polskie wydanie: Rebis, 2014, ISBN 978-83-7818-544-4)
- The Sword of the South, 2015

### SeriaSchronienie
Zobacz też: Schronienie (cykl powieści)
- Rafa Armagedonu (Off Armageddon Reef, 2007) (polskie wydanie: Rebis, 2010, ISBN 978-83-7510-045-7)
- Schizmą rozdarci (By Schism Rent Asunder, 2008) (polskie wydanie: Rebis, 2011, ISBN 978-83-7510-047-1)
- Herezją Naznaczeni (By Heresies Distressed, 2009) (polskie wydanie: Rebis, 2011, ISBN 978-83-7510-048-8)
- Potężna Forteca (A Mighty Fortress, 2010) (polskie wydanie: Rebis, 2012, ISBN 978-83-7510-049-5)
- Fundamenty wiary (How Firm a Foundation, wrzesień 2011) (polskie wydanie: Rebis, 2013, ISBN 978-83-7818-422-5)
- Trud i cierpienie (Midst Toil and Tribulation, wrzesień 2012) (polskie wydanie: Rebis, 2014, ISBN 978-83-7818-575-8)
- Niczym potężna armia (Like a Mighty Army, luty 2014) (polskie wydanie: Rebis, 2015, ISBN 978-83-7818-717-2)
- Fundamenty piekła drżą (Hell's Foundations Quiver, październik 2015) (polskie wydanie: Rebis, 2016 ISBN 978-83-8062-048-3)
- Na znak tryumfu (At the Sign of Triumph, listopad 2016) (polskie wydanie: Rebis, 2018, ISBN 978-83-8062-219-7)
- Czas próby (Through Fiery Trials, styczeń 2019) (polskie wydanie: Rebis, 2020, ISBN 978-83-8062-527-3)

### Inne powieści
- Path of the Fury (1992)
  - In Fury Born (2006) (Z furii zrodzona) – w oryginalnej wersji jest to znacznie rozszerzona o wcześniejsze wydarzenia i poprawiona wersja Path of the Fury. W polskim wydaniu książka została podzielona na dwa tomy. W 2010 r. wydany został tom 1 – Z furii zrodzona (ISA, ISBN 978-83-7418-214-0) – zawiera wydarzenia wcześniejsze niż te opisane w Path of the Fury. Tom drugi (Ścieżka Furii ISA, ISBN 978-83-7418-223-2) ukazał się 28 lutego 2011 roku.
- Troll Zagłady (The Apocalypse Troll, 1999) (polskie wydanie: Rebis, 2011, ISBN 978-83-7510-286-4)
- Alternatywa Ekskalibura (The Excalibur Alternative, 2002) (polskie wydanie: Rebis, 2011, ISBN 978-83-7418-221-8)
- Weterani (Old Soldiers, 2005) (polskie wydanie: Rebis, 2009, ISBN 978-83-7510-285-7)
- Bolo! (Bolo!, 2005) (polskie wydanie: Rebis, 2009, ISBN 978-83-7510-284-0)
- Z mroku (Out of the Dark, 2010) (polskie wydanie: Rebis, 2013, ISBN 978-83-7510-679-4)

### Współpraca z innymi autorami

#### Steve White
- seria Starfire
  - Powstanie (Insurrection, 1993) (polskie wydanie: Rebis, 2004, ISBN 83-7301-551-5)
  - Krucjata (Crusade, 1992) (polskie wydanie: Rebis, 2005, ISBN 83-7301-621-X)
  - W Martwym Terenie (In Death Ground, 1997) (polskie wydanie: Rebis, 2006, ISBN 978-83-7301-845-7)
  - Opcja Sziwy (The Shiva Option, 2002) (polskie wydanie: Rebis, 2007, ISBN 978-83-7301-849-5)
    - The Stars at War (2004) – łączne wydanie Crusade i In Death Ground
    - The Stars at War II (2005) – łączne wydanie The Shiva Option i Insurrection z dodatkowymi materiałami (20 tys. słów)

#### John Ringo
- seria Imperium człowieka lub Marsz (Empire of Man)
  - Marsz w głąb lądu (March Upcountry, 2001) (polskie wydanie: ISA, 2002, ISBN 83-88916-31-9)
  - Marsz ku Morzu (March to the Sea, 2001) (polskie wydanie: ISA, 2003, ISBN 83-88916-54-8)
  - Marsz ku gwiazdom (March to the Stars, 2003) (polskie wydanie: ISA, 2004, ISBN 83-7418-027-7)
  - Nas niewielu (We Few, 2005) (polskie wydanie: ISA, 2006, ISBN 83-7418-111-7)

#### Linda Evans
- seria Nowe Multiwersum (New Multiverse)
  - Wrota Piekieł, księga pierwsza (Hell's Gate, 2006) (polskie wydanie: ISA, 2008, ISBN 978-83-7418-177-8)
  - Wrota Piekieł, księga druga (Hell's Gate, 2006) (polskie wydanie: ISA, 2008, ISBN 978-83-7418-183-9)
  - Ognie Piekieł, księga pierwsza (Hell Hath No Fury, 2007) (polskie wydanie: ISA, 2008, ISBN 978-83-7418-211-9)
  - Ognie Piekieł, księga druga (Hell Hath No Fury, 2007) (polskie wydanie: ISA, 2008, ISBN 978-83-7418-212-6)

#### Eric Flint
- seria Assiti Shards
  - 1633 (2002)
  - 1634: The Baltic War (2007)

- seria Honor Harrington
  - Królowa niewolników (Crown of Slaves, 2003)
  - Bitwa o Torch (Torch of Freedom, 2009)

- Kolekcje i antologie
  - The Warmasters (2002)
  - Foreign Legions (2001)